# Hodný dinosaurus
Hodný dinosaurus (v anglickém originále The Good Dinosaur) je americký animovaný dobrodružný film z roku 2015, produkovaný studiem Pixar a vydaný společností Walt Disney Pictures. Příběh se odehrává na fiktivní Zemi, na které dinosauři nikdy nevyhynuli. Film sleduje mladého Apatosaura jménem Arlo, který se svým lidským přítelem cestuje drsnou a tajemnou krajinou.
Film byl až do srpna roku 2013 režírován Petersonem, autorem nápadu na příběh. V říjnu 2014 byl jako nový režisér oznámen Sohn. Společně s filmem V hlavě jsou to dva filmy z dílny Pixar vydané v jednom roce.
Hodný dinosaurus měl premiéru 10. listopadu 2015 v Paříži. Ve Spojených státech byl pak vypuštěn 25. listopadu 2015, kde dostal pozitivní recenze od kritiků. Film po celém světě vydělal 332,2 milionů dolarů, což je pro Pixar nejméně výdělečný film.

## Obsazení
| Reymond Ochoa         | Arlo              |
| Sam Elliott           | Butch             |
| Anna Paquin           | Ramsey            |
| A.J. Buckley          | Nash              |
| Jeffrey Wright        | otec Henry        |
| Frances McDormandová  | mamka Ida         |
| Marcus Scribner       | taťka             |
| Maleah Padilla        | Libby             |
| Steve Zahn            | Hromosvod         |
| Mandy Freund          | Lijavice          |
| Steven Clay Hunter    | Leďák             |
| Peter Sohn            | sběratel zvířátek |
| Dave Boat             | Bubbha            |
| Carrie Paff           | Lurleane          |
| John Ratzenberg       | Earl              |
| Calum Mackenzie Grant | Pervis            |

### České znění
| Matěj Převrátil  | Arlo              |
| Aleš Procházka   | Butch             |
| Nikola Votočková | Ramsey            |
| Jan Holík        | Nash              |
| Jan Vondráček    | taťka Henry       |
| Tereza Bebarová  | mamka Ida         |
| Jan Köhler       | Buck              |
| Klára Nováková   | Libby             |
| Marek Holý       | Hromosvod         |
| Martina Šťastná  | Lijavice          |
| Vojtěch Hájek    | Leďák             |
| Lukáš Pavlásek   | sběratel zvířátek |
| Martin Zahálka   | Bubbha            |
| Carrie Paff      | Lurleane          |
| Braňo Holiček    | Earl              |

## Děj
Děj se odehrává v alternativním vesmíru, v němž se asteroid, který před 65 miliony let způsobil vyhynutí dinosaurů, minul Zemi.
O 65 milionů let později mají Apatosauří zemědělci Henry a Ida děti Libby, Bucka a nedochůdče Arla, který má problém přizpůsobit se životu na farmě. Kvůli své plaché povaze jsou pro něj i jednoduché úkoly těžké. Henry se pokouší dát Arlovi smysl pro povinnost tím, že mu dá na starosti střežení jejich sila, a pomáhá mu nastražil past. Do té se chytí divoký jeskynní chlapec, kterého Arlo nemá to srdce zabít, proto ho propustí na svobodu. Zklamaný Henry spolu s Arlem chlapce sledují. Henry při tom zachrání Arla před povodní, ale sám zahyne. 
Bez otce musí Arlo vykonávat ještě víc práce. Uvnitř sila opět nachytá jeskynního chlapce a honí ho, aby pomstil otcovu smrt. Přitom společně spadnou do řeky. Arla je vláčen po proudu, kde se praštil do hlavy o kámen a upadl do bezvědomí. Probudí se daleko od domova a snaží se přežít na vlastní pěst, když mu noha uvízne pod kamenem. Další den se probudí svobodný, díky pomoci jeskynního chlapce, který pro něj sežene také jídlo. Oba se sblíží, když jsou smutní nad ztrátami své rodiny. Když udeří další bouře, Arlo ze strachu uteče, čímž ztratí z dohledu řeku, která ho měla dovést zpátky domů. 
Druhý den ráno si jich všimne skupina pterodaktylů, z nichž se vyklubou masožravci. Když před nimi Arlo se Špuntíkem prchají, narazí a Tyrannosaury jménem Nash a Ramsey, kteří je zachrání. Nash, Ramsey, a jejich otec Butch ztratili své stádo rohatců, které jim Arlo se Špuntíkem pomůžou znovu najít. Potom je doprovází na jih k napajedlu, když v dálce uvidí známé horské vrcholy svého domova. 
Když přichází další bouřka, pterodaktylové se vrátí a zaútočí na ně, Špuntíka si odnesou. Arlo v sobě najde netušenou odvahu a zaútočí na ně u řeky. Arlo a Špuntík je společně přemůžou a nechají je smést řekou. Oba jsou smeteni povodní, ale Arlo Špuntíka zachrání a oba se bezpečně dostávají na břeh.
Jak se blíží k Arlovi domů, zavolá je neznámý jeskynní muž se svojí rodinou. Arlo se se Špuntíkem smutně loučí, ale posílá ho do rodiny, kam patří. Nakonec Arlo konečně dorazí domů ke své matce a sourozencům.

## Soundtrack
Autory hudby k filmu jsou Mychael Danna a Jeff Danna. Jedná se o jejich první a jedinou spolupráci s Pixarem. Walt Disney Records vydal soundtrack 20. listopadu 2015.

## Přijetí
Film vydělal 123,1 milionů dolarů v Severní Americe a 209,1 milionů dolarů v ostatních oblastech, celkově tak vydělal 332,2 milionů dolarů po celém světě. Rozpočet filmu činil 175–200 milionů dolarů. Snímek je nejméně výdělečným filmem pro Pixar. Za první víkend docílil druhé nejvyšší návštěvnosti, kdy vydělal 39,2 milionů dolarů.
Na recenzní stránce Rotten Tomatoes získal z 183 započtených recenzí 77 procent s průměrným ratingem 6,5 bodů z deseti. Na serveru Metacritic snímek získal z 37 recenzí 66 bodů ze sta. Na Česko-Slovenské filmové databázi snímek získal 66 procent.